# 陈华元
陈华元（1959年9月—），湖北红安人，汉族，中华人民共和国政治人物、第十二届全国人民代表大会湖北地区代表。
毕业于湖北省红安县师范学校专业。加入中国共产党。2013年，担任全国人大代表。2018年2月24日，当选为第十三届全国人大代表。